# 元祖! SDガンダム
『元祖! SDガンダム』（がんそ! エスディーガンダム）は、かつてコミックボンボンおよびデラックスボンボンに連載されていた、横井孝二による日本の漫画作品。単行本は講談社コミックスボンボンにて全5巻（絶版）。2006年に作品の一部と書き下ろしをまとめた単行本『元祖! SDガンダム ベストセレクション』が刊行されている。

## 概要
初期はSDガンダムの4コマギャグ漫画のみであったが、途中から武者ガンダム、騎士ガンダム、SDコマンド戦記のストーリー漫画も描かれるようになっていった。ただし、それらと同時期に主にガシャポンで展開していたガンドランダーは扱っていない。連載末期にはヴィクトリーガンダムの登場が予告されるも、当時は機動戦士Vガンダムに登場する機体のSD化が制限されていたことから最後まで本人は登場せず、結局最終回にリアル頭身のヴィクトリーガンダムが1コマ描かれたのみであった。
一部都合により単行本未収録になったものもあり、また終了後もしばしば増刊号などで新作が掲載されていたりもする。
玩具の『元祖SDガンダム』とは、タイトルの酷似、イラストレーターが共に横井孝二という事以外に共通点はなく、漫画と玩具に何らかの密接な関係があるわけではない。